# Pseudocordylus subviridis
Pseudocordylus subviridis — вид ящірок родини поясохвостів (Cordylidae). Мешкає в Південній Африці.

## Поширення і екологія
Pseudocordylus subviridis мешкають в Драконових горах на кордоні східного Лесото і Південно-Африканської Республіки та в горах Аматоле. Вони живуть на високогірних луках та серед скель.